# 1854年宽街霍乱爆发事件

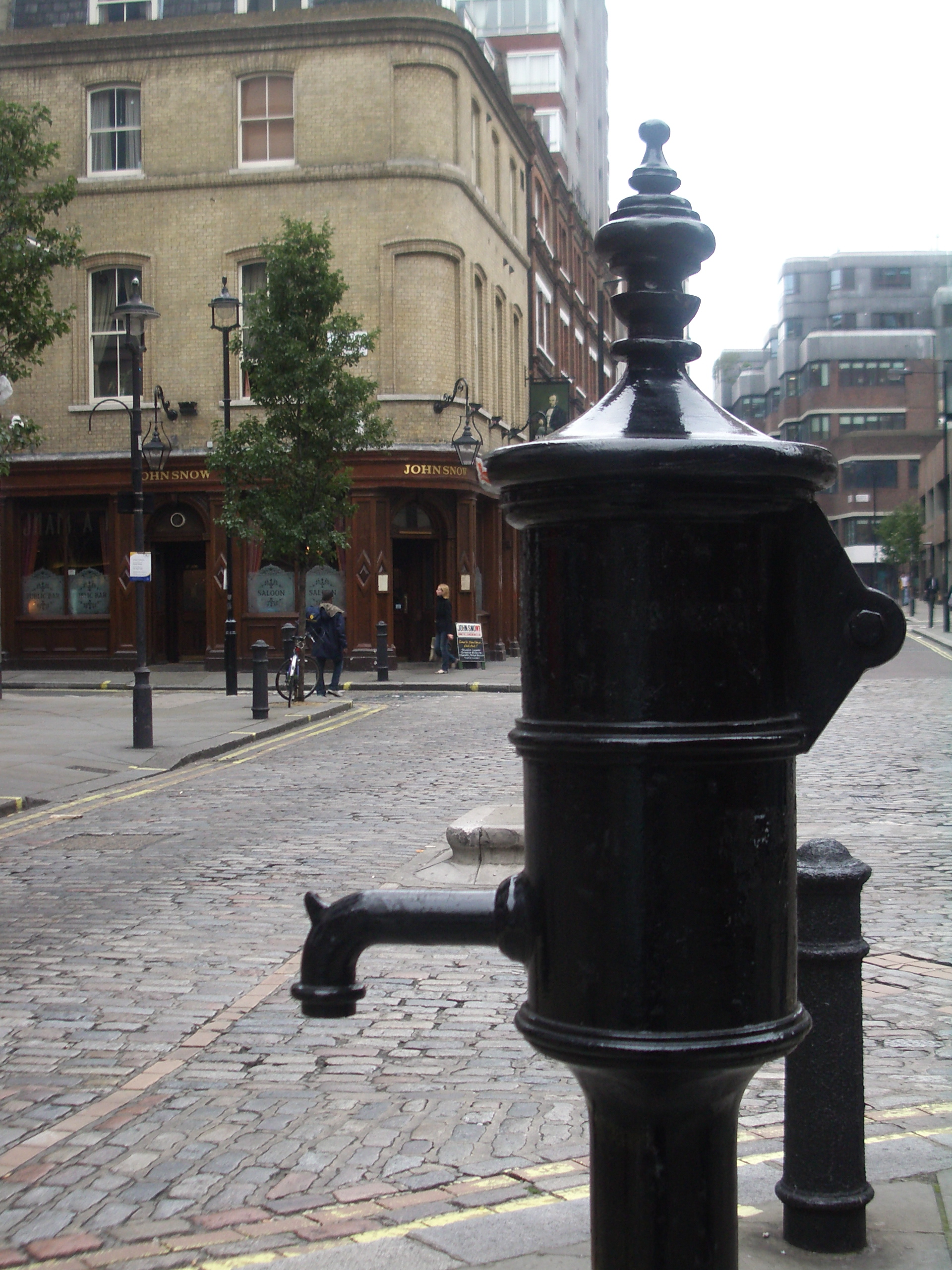
宽街的纪念雕塑和酒館

1854年宽街霍乱爆发事件（英語：1854 Broad Street cholera outbreak）是1854年英格兰伦敦市苏活区爆发的一起严重的霍乱传染事件（位于现在的卡尔纳比街），发生于第三次霍乱大流行期间。该事件中，內科醫生约翰·斯诺通过研究发现，霍乱的传染源并非是空气，而是污染后的水源。这一发现深刻影响了19世纪的公共卫生，并促使政府改善卫生设施。之后，“传染灶”被定义为描述有利于感染传播、类似宽街水泵的地方。

## 背景
在19世纪中叶，由于大量人口流入、缺乏合适的卫生服务，伦敦苏活区经受着严重的污染问题：伦敦市的污水管道系统并没有链接到苏活区。很多地窖都有污水坑，并位于地板下方。因为这些地窖均有污水溢出，伦敦市政府决定将污水倒入泰晤士河。而这一行动污染了水源供给，导致霍乱的爆发。

## 爆发
1854年8月31日，在伦敦其他地区爆发一系列零星的霍乱后，苏活区也被波及。內科醫生约翰·斯诺将爆发的案例与污染水源相联系，称该事件是“英王国有史以来最严重的霍乱事件”。
在随后的三天内，127名居住于或者临近宽街的居民死去。之后的一周中，这一地区的四分之三的居民逃离。到9月10日时，已经有500名居民死亡，在城市的其他一些地区，死亡率甚至更高达12.8%。在霍乱结束时，已经有616名死亡病例。

## 约翰·斯诺调查

1854年斯诺在伦敦霍乱爆发时研究个案时用的地图。受污染的水泵位于宽街和剑桥街（现列克星敦街）的交汇处

此前，占据主导的瘴气理论主张：霍乱或者黑死病是由人口、或者“坏空气”等有害形式引发；对此，约翰·斯诺持怀疑态度。然而当时的疾病细菌学理论并未建立（直到1861年路易·巴斯德才提出生源论），所以斯诺对于疾病的传染机制并不肯定，但是一些证据使得他相信：霍乱并非由空气传播引起。1849年，他将发布了《霍乱的传播模式》这一论文；在1855年的第二版出版时，他将1854年宽街霍乱爆发事件的水污染调查增加进去。
在与当地居民的沟通中加上亨利·怀特海德的协助，斯诺判断出宽街的公共水泵是污染源。尽管斯诺的化学与微生物样本检查并无法证实宽街水泵的水源具有污染性，但是他对于疾病模式的判断仍然说服了威斯敏斯特·圣詹姆斯教区当局关闭、并转移了水泵阀。这一措施使得霍乱得以遏止，然而传染病传染率当时可能已经急剧下降，正如斯诺解释道：
毫无疑问死亡已经几乎消除，正如我此前所言，霍乱爆发会导致人口迅速移动；但是，水源使用的停止之前，霍乱已经结束。所以并不能判定水井中的霍乱毒物仍处于活跃状态，或者水源已经完全清洁。
斯诺随后使用点示图去解释霍乱案例爆发点是以水泵为中心。他同时通过可靠的统计数据解释水源质量与霍乱案例的关联。他通过连接霍乱事件与地理信息的关联，创制了当今的沃罗诺伊图形。他将该地区的每一个水泵，以及四周的水井都标注到图中。最后他发现最多的霍乱患者围绕的水泵位于宽街。
其中出现一个异常现象：位于宽街的雄狮酿酒厂（Lion Brewery），没有一名工人患有霍乱。因为他们被允许每日饮用工厂啤酒，所以他们没有在附近水井中使用饮水。此外，啤酒制造中的发酵过程也杀死了霍乱细菌。
斯诺同时也发现南华克和沃克斯豪尔自来水公司将污水污染过的泰晤士河水直接连接到家中，使得霍乱传播进一步加剧。斯诺的研究在公共卫生与健康地理学中有重大意义，并被视为流行病学的发端。
斯诺曾写道：
|                                         | 在进行点示图分析中，我发现几乎全部的死亡案例均在宽街水泵的短半径中。只有十个案例是围绕另一个街的水泵。在其中五个死亡病例中，其家属告诉我，他们经常到宽街的水泵取水，而不是更近的水泵。在其他三个案例中，三个孩子均去宽街附近的学校读书。 至于从地理位置上属于该水泵的居民死亡案例中，有61名曾经饮用过宽街的水泵水，无论是经常还是偶然…… 调查结果证实，除了以上提到的水泵饮用问题导致的人群外，并无其他特殊的霍乱爆发或者流行的原因。 9月7日，我采访了圣詹姆斯郊区委员会，并呈上情况。随后的第二天，水泵阀被移除。 |
| ——约翰·斯诺在写给《医疗时报和公报》的信 | |

之后，该井在挖掘到距离垃圾坑3英尺（0.9）时，人们发现了泄露的粪便细菌。一个感染霍乱疾病的婴儿的尿布也曾经在该井中清洗。该井临街于一个火灾后重建的房屋，街道随后被拓宽。当时的伦敦很多房子下均有一个水井，大多数居民均把原污水收集起来并排泄到泰晤士河中，以避免他们的水井被填满。
在该次霍乱爆发后，政府官员换掉了宽街的水泵阀。他们仅向公众声明了危害，但拒绝了斯诺的理论。因为接受他的提议，意味着间接接受了疾病的粪传播理论，而这会导致公众不悦。

## 亨利·怀特海德的介入

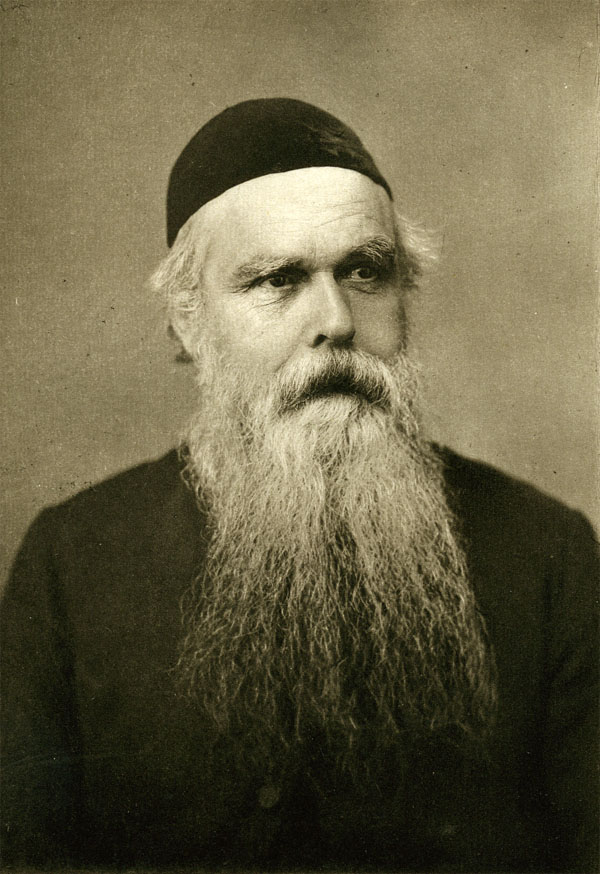
亨利·怀特海德

在1854年宽街霍乱事件中，亨利·怀特海德是一名助理牧师，任职于伦敦苏活区的圣鲁克教堂。
此前人们笃信疾病瘴气理论，而亨利·怀特海德则致力于推翻这一谬论，并最终发现约翰·斯诺的观点，即霍乱通过人类废弃的污染水源而进行传播。斯诺的努力，特别是对于宽街的霍乱患者的地图，促使怀特海德更加坚信宽街水泵是当地污染源。于是他加入到斯诺的研究中，并追踪到污染的指示病例。
怀特海德与斯诺使用人口统计研究的科学观察方法是之后的兴起的流行病学的发端。

## 其他条目
- 菲利波·帕西尼
- 大臭味
- 约瑟夫·巴泽尔杰特
- 威廉·巴德（英语：William Budd）
- 结核病的流行病学（英语：Epidemiology of tuberculosis）
- 魔鬼地图（英语：The Ghost Map）